# Sportler des Jahres 2020 (Deutschland)
Die Sportler des Jahres 2020 in Deutschland wurden am 20. Dezember im Kurhaus von Baden-Baden ausgezeichnet. Veranstaltet wurde die Wahl zum 74. Mal von der Internationalen Sport-Korrespondenz (ISK).

## Männer
| Platz | Sportler         | Sportart            | Punkte | Erfolge 2020                                                                                                |
| ----- | ---------------- | ------------------- | ------ | --- |
| 1.    | Leon Draisaitl   | Eishockey           | 1768   | Auszeichnung mit der Art Ross Trophy, der Hart Memorial Trophy und dem Ted Lindsay Award in der NHL 2019/20 |
| 2.    | Johannes Vetter  | Leichtathletik      | 649    | Deutscher Rekord mit der zweitbesten jemals erzielten Weite im Speerwurf                                    |
| 3.    | Jan Frodeno      | Triathlon           | 517    | „Indoor-Ironman“ während COVID-19-Pause                                                                     |
| 4.    | Karl Geiger      | Skispringen         | 501    | Zweiter im Gesamtweltcup                                                                                    |
| 5.    | Thomas Dreßen    | Ski Alpin           | 487    | Zwei Weltcupsiege in der Abfahrt                                                                            |
| 6.    | Alexander Zverev | Tennis              | 308    | Finalist US Open, zwei Turniersiege auf der ATP Tour                                                        |
| 7.    | Frank Stäbler    | Ringen              | 297    | Europameister                                                                                               |
| 8.    | Niko Kappel      | Para-Leichtathletik | 178    | Weltrekord im Kugelstoßen                                                                                   |
| 9.    | Lennard Kämna    | Radsport            | 176    | Etappensieg bei der Tour de France                                                                          |
| 10.   | Maximilian Levy  | Radsport            | 163    | Europameister im Sprint und Keirin                                                                          |

## Frauen
| Platz | Sportlerin                 | Sportart       | Punkte | Erfolge 2020                                                                          |
| ----- | -------------------------- | -------------- | ------ | ------------------------------------------------------------------------------------- |
| 1.    | Malaika Mihambo            | Leichtathletik | 898    | Weltjahresbestleistung im Weitsprung                                                  |
| 2.    | Sophia Popov               | Golf           | 781    | Siegerin Women’s British Open                                                         |
| 3.    | Emma Hinze                 | Radsport       | 746    | Weltmeisterin im Sprint, Keirin und Teamsprint                                        |
| 4.    | Denise Herrmann            | Biathlon       | 675    | Dritte im Gesamtweltcup, Siegerin im Sprintweltcup, zweifache Vizeweltmeisterin       |
| 5.    | Laura Siegemund            | Tennis         | 603    | Siegerin bei den US Open im Damendoppel                                               |
| 6.    | Viktoria Rebensburg        | Ski Alpin      | 568    | Weltcupsiege im Super-G und in der Abfahrt                                            |
| 7.    | Ramona Theresia Hofmeister | Snowboard      | 275    | Gesamtweltcupsiegerin Parallel und Parallel-Riesenslalom                              |
| 8.    | Julia Taubitz              | Rodeln         | 218    | Gesamtweltcupsiegerin, Weltmeisterin mit der Teamstaffel, Vizeweltmeisterin im Einzel |
| 9.    | Tina Hermann               | Skeleton       | 170    | Weltmeisterin                                                                         |
| 10.   | Katharina Althaus          | Skispringen    | 165    |                                                                                       |

## Mannschaften
| Platz | Mannschaft                   | Sportart        | Punkte | Erfolge 2020                                                         |
| ----- | ---------------------------- | --------------- | ------ | -------------------------------------------------------------------- |
| 1.    | FC Bayern München            | Fußball         | 1763   | Deutscher Meister, DFB-Pokalsieger, Sieger UEFA Champions League     |
| 2.    | Kevin Krawietz/Andreas Mies  | Tennis          | 1126   | Sieger bei den French Open im Herrendoppel                           |
| 3.    | Bob-Team Francesco Friedrich | Bobsport        | 839    | Gesamtweltcupsieger, Weltmeister im Zweier- und Viererbob            |
| 4.    | Deutschland-Achter           | Rudern          | 661    | Europameister                                                        |
| 5.    | VfL Wolfsburg Frauen         | Fußball         | 313    | Deutscher Meister, DFB-Pokalsieger, Zweiter Women’s Champions League |
| 6.    | Bahnrad-Sprintteam Frauen    | Radsport        | 258    | Weltmeister                                                          |
| 7.    | Hockey Herren                | Hockey          | 190    | Halleneuropameister                                                  |
| 8.    | Kim Behrens/Cinja Tillmann   | Beachvolleyball | 121    | Vizeeuropameister                                                    |
| 9.    | Toni Eggert/Sascha Benecken  | Rodeln          | 111    | Gesamtweltcupsieger, Weltmeister im Doppelsitzer und der Teamstaffel |
| 10.   | Biathlonstaffel Frauen       | Biathlon        | 105    | Vizeweltmeister                                                      |

## Weitere Auszeichnungen
- „Newcomer des Jahres“: Lea Sophie Friedrich, Weltmeisterin im 500-Meter-Zeitfahren und Teamsprint[5]
- Trainer des Jahres: Bernd Berkhahn (Schwimmen)[6]
- Sparkassenpreis für Vorbilder im Sport: Team Deutschland[7]

## Sportlegenden des Jahrzehnts
Bei einer Onlinewahl stimmten Fans sowie Sportlerinnen und Sportler für die „Sportlegenden des Jahrzehnts“.
- Männer: Dirk Nowitzki (Basketball)
- Frauen: Magdalena Neuner (Biathlon)
- Mannschaften: Laura Ludwig und Kira Walkenhorst (Beachvolleyball)